# Stdlib.h
Stdlib.h é um arquivo cabeçalho da biblioteca de propósito geral padrão da linguagem de programação C. Ela possui funções envolvendo alocação de memória, controle de processos, conversões e outras. Ela é compatível com C++ e é chamada cstdlib em C++. O nome "stdlib" vem de standard library (standard library é biblioteca padrão em inglês).

## Funções membros
Membros de stdlib.h pode ser classificado em: conversão, memória, controle de processo, ordenamento e busca, matemática.
| Name                                  | Description                                           |
| Conversão de tipo                     | Conversão de tipo                                     |
| ------------------------------------- | ----------------------------------------------------- |
| atof                                  | string para float                                     |
| atoi                                  | string para integer                                   |
| atol                                  | string para long integer                              |
| strtod                                | string para double                                    |
| strtol                                | string para long int                                  |
| strtoul                               | string para unsigned long int                         |
| Geração de seqüência pseudo-aleatória |                                                       |
| rand                                  | gera um número inteiro pseudo aleatório               |
| srand                                 | seleciona a semente do gerador pseudo aleatório       |
| Alocação e liberação de memória       |                                                       |
| malloc calloc realloc                 | aloca memória do "heap"                               |
| free                                  | libera memória de volta para o "heap"                 |
| Controle de processos                 |                                                       |
| abort                                 | força o término da execução                           |
| atexit                                | registra uma função "callback" para saída do programa |
| exit                                  | termina a execução do programa                        |
| getenv                                | obtém uma variável de ambiente                        |
| system                                | executa um comando externo                            |
| Ordenamento e busca                   |                                                       |
| bsearch                               | busca binária em "array"                              |
| qsort                                 | ordena "array" segundo algoritmo Quick Sort           |
| Matemática                            |                                                       |
| abs labs                              | valor absoluto                                        |
| div ldiv                              | divisão inteira                                       |

## Membros constantes
Os arquivos stdlib.h e stddef.h definem a macro NULL, que é um ponteiro nulo constante, e representa um valor de ponteiro que garante não apontar para um endereço válido na memória. NULL pode ser definido como uma constante igual a int zero, long int zero, ou zero "cast" para void * pointer:
#define NULL  0

#define NULL  0L

#define NULL  ((void *) 0)
Nota: Apesar do ponteiro nulo constante ser definido sempre como a representação simbólica 0 ou 0 "cast" para ponteiro void, a representação binária real desse ponteiro é dependente de sistema e pode não ter todos os bits zero.

## Membros do tipo de dados
Um tipo de dados chamado size_t é definido em stdlib.h, que representa o tamanho de um "array" na função membro. Na prática, size_t é sempre assumido ter os mesmos requisitos para armazenamento que um unsigned integer.  Devido ao fato de que o valor real de size_t é dependente de arquitetura, alguns erros de programação podem ocorrer, , especialmente em  arquiteturas de 64 bits. 
Dois tipo de dados menos utilizados são div_t e ldiv_t. Eles retornam os tipos de retorno das funções div e ldiv. O padrão as define como:
```
typedef struct {
    int quot, rem;
} div_t;
```

```
typedef struct {
    long int quot, rem;
} ldiv_t;
```

## Funções não padronizadas
itoa é uma função comum que é incluída várias vezes na biblioteca stdlib.h, mas o padrão não a define. Ela pode ter sido inclusa pelo fato de ter aparecido no livro The C Programming Language.

## References
- sumário de stdlib.h em cplusplus.com, acessado em Fevereiro de 2006.